# Mesochorus zwettleus
Mesochorus zwettleus là một loài tò vò trong họ Ichneumonidae.